# استن جونز (ورزشکار)
استن جونز (انگلیسی: Stan Jones؛ ۲۶ دسامبر ۱۹۱۴ – ۱۸ مهٔ ۲۰۰۶) ورزشکار دو و میدانی اهل بریتانیا بود. وی در بازی‌های المپیک تابستانی ۱۹۴۸ شرکت کرد.